# Rankus
Rankus o Rankous (en árabe: رنكوس‎) es un pueblo y lugar de veraneo sirio localizado en la Montañas de Qalamun, en la gobernación de la campiña de Damasco (o Rif Dimashq). Se encuentra a 45 km de Damasco, con un superficie total de 22,277 km² y una altitud que varía entre 1650 y 2150 m. El pueblo tiene un clima fresco en verano y frío en invierno. La tasa de lluvia y nieve por lo general varía entre 350 y 650 mm. En invierno, las montañas que rodean el pueblo quedan cubiertas de nieve. Según la Oficina Central de Estadísticas de Siria (CBS), en 2004 Rankus tenía una población de 7.717 habitantes.
En Rankus hay varios monumentos históricos en el entorno de la localidad, así como cuevas, antiguos cementerios y tumbas talladas y grabadas en piedra.

## Historia
Durante la Guerra Civil Siria, el pueblo quedó muy dañado debido a los enfrentamientos entre fuerzas progubernamentales y antigubernamentales.

## Economía
El pueblo es famoso por el cultivo de árboles frutales (manzanas, peras, cerezas, almendras, albaricoques...) además de patatas, guisantes, y otras verduras. También hay muchos tipos de ganado, como ovejas, cabras, vacas y aves de corral.

## Personajes célebres
- Sheij Mahmoud Baayoun (Mahmoud Al Rankousi)
- Mohamed Ali Abdel Jalil, traductor y ensayista